# Schillix
Schillix est un live CD basé sur OpenSolaris. Il permet d'utiliser OpenSolaris sans installation sur un disque dur.
OpenSolaris est sorti le 14 juin 2005. La première version de Schillix est la 0.1 et elle est sortie le 17 juin 2005.
Les développeurs de Schillix sont Joerg Schilling, Fabian Otto, Thomas Blaesing, et Tobias Kirschstein.